# 万玛才旦
万玛才旦（藏語：པད་མ་ཚེ་བརྟན།，威利转写：pad ma tshe brtan，THL：Péma Tséten；1969年12月3日—2023年5月8日），男，藏族，青海贵德人，中国作家、编剧、电影导演，中国电影导演协会会员，中国电影家协会会员，中国电影文学学会会员，中國美術學院電影學院教授。

## 生平
1969年12月，万玛才旦出生在青海省海南藏族自治州貴德县。先后毕业于西北民族大学、北京电影学院。他执导过多部藏族题材的影片，2005年凭借《静静的嘛呢石》获第25屆中國電影金雞獎最佳导演首作奖；2015年凭借《塔洛》入围第72屆威尼斯影展地平线竞赛单元，赢得金马奖最佳改编剧本奖，以及得到第52届金马奖最佳剧情片、最佳导演、最佳摄影三项提名。2016年担任第19届上海国际电影节评委。2018年凭借《撞死了一只羊》入圍第75屆威尼斯影展地平线競賽單元，並以編劇身份奪得該單元的最佳劇本奬。
2016年6月25日，万玛才旦乘坐由北京飞往西宁的CZ6269次航班到达西宁。20时30分，他从西宁机场到达厅控制区走出，行至停车场后发现随身携带行李遗忘在到达厅行李转盘处的手推车上，随即又从停车场返回到达厅。20时35分，擅自闯入到达厅控制区寻找行李，机场安检人员多次劝阻，但他不听劝阻并和安检人员发生争执，机场安检人员随即报警，执勤民警多次劝阻无效后，于20时49分许将他强制带离现场进行调查，后在羁押过程中出现身体不适于27日下午入住医院。
2023年5月上旬，万玛才旦與劇組赴西藏浪卡子縣工作。5月7日，多名劇組工作人員高山症發作，需至鄰近的人民醫院吸氧，万玛才旦亦感到身體不適。翌日凌晨3時許，万玛才旦病情加重，隨即送往當地人民醫院，後又於早上7時許轉送拉薩市的人民醫院，但皆搶救無效而離世，享年53岁。當晚19時許，万玛才旦的家屬向媒體證實万玛才旦的喪訊。

## 电影作品
| 年份   | 片名                 | 备注             |
| 2002年 | 《静静的嘛呢石》     | 从短片改编为长片 |
| 2004年 | 《草原》             |                  |
| 2004年 | 《最后的防雹师》     |                  |
| 2007年 | 《寻找智美更登》     |                  |
| 2007年 | 《嘎陀大法会》       |                  |
| 2007年 | 《桑耶寺》           |                  |
| 2011年 | 《老狗》             |                  |
| 2009年 | 《喇叭裤飘荡在1983》 |                  |
| 2014年 | 《五彩神箭》         |                  |
| 2015年 | 《塔洛》             |                  |
| 2018年 | 《撞死了一只羊》     |                  |
| 2019年 | 《气球》             |                  |
| 2023年 | 《雪豹》             | 去世后公映       |
| 待定   | 《陌生人》           | 遗作             |

## 奖项和荣誉

### 文学奖
- 青海省第四届文艺创作评奖优秀作品奖
- 第五届中国当代少数民族文学创作新秀奖
- “章恰尔”文学奖

### 电影奖
| 年份   | 奖项                           | 分类                 | 被提名作品       | 结果 | 备注   |
| ------ | ------------------------------ | -------------------- | ---------------- | ---- | ------ |
| 2005年 | 第25届中国电影金鸡奖           | 金鸡奖最佳导演处女作 | 《静静的嘛呢石》 | 獲獎 |        |
| 2005年 | 第10届釜山国际电影节           | 新潮流奖             | 《静静的嘛呢石》 | 提名 |        |
| 2006年 | 第9届上海国际电影节            | 亚洲新人奖之最佳导演 | 《静静的嘛呢石》 | 獲獎 |        |
| 2006年 | 第9届上海国际电影节            | 亚洲新人奖之最佳影片 | 《静静的嘛呢石》 | 提名 |        |
| 2006年 | 第8届长春电影节                | 最佳导演             | 《静静的嘛呢石》 | 提名 |        |
| 2006年 | 第8届长春电影节                | 评委会特别奖         | 《静静的嘛呢石》 | 獲獎 |        |
| 2006年 | 第13届北京大学生电影节         | 最佳导演处女作       | 《静静的嘛呢石》 | 獲獎 |        |
| 2007年 | 第7届华语电影传媒大奖          | 最佳新导演           | 《静静的嘛呢石》 | 提名 |        |
| 2009年 | 第12届上海国际电影节           | 最佳影片             | 《寻找智美更登》 | 提名 |        |
| 2009年 | 第12届上海国际电影节           | 评委会大奖           | 《寻找智美更登》 | 獲獎 |        |
| 2009年 | 第7届曼谷国际电影节            | 金吉纳利之评委会大奖 | 《寻找智美更登》 | 獲獎 |        |
| 2009年 | 第62届洛迦诺国际电影节         | 金豹奖               | 《寻找智美更登》 | 提名 |        |
| 2009年 | 第25届华沙国际电影节           | 最佳影片             | 《寻找智美更登》 | 提名 |        |
| 2009年 | 第3届韩国首尔数码电影节        | 最佳影片             | 《寻找智美更登》 | 提名 |        |
| 2009年 | 第53届伦敦国际电影节           | 最佳影片             | 《寻找智美更登》 | 提名 |        |
| 2009年 | 法国南特三大洲电影节           | 最佳影片             | 《寻找智美更登》 | 提名 |        |
| 2009年 | 第16届北京大学生电影节         | 最佳影片             | 《寻找智美更登》 | 提名 |        |
| 2011年 | 第12届东京未来国际电影节       | 最佳影片             | 《老狗》         | 獲獎 |        |
| 2012年 | 布鲁克林电影节                 | 最佳当地影片         | 《老狗》         | 獲獎 | [ 8 ]  |
| 2014年 | 第17届上海国际电影节           | 最佳影片             | 《五彩神箭》     | 提名 |        |
| 2015年 | 中国电影导演协会               | 年度编剧             | 《五彩神箭》     | 提名 |        |
| 2015年 | 第72届威尼斯电影节             | 地平線獎             | 《塔洛》         | 提名 |        |
| 2015年 | 第52届金马奖                   | 最佳导演             | 《塔洛》         | 提名 |        |
| 2015年 | 第52届金马奖                   | 最佳改编剧本         | 《塔洛》         | 獲獎 |        |
| 2015年 | 第52届金马奖                   | 最佳剧情片           | 《塔洛》         | 提名 |        |
| 2016年 | 第23届北京大学生电影节         | 艺术探索奖           | 《塔洛》         | 獲獎 |        |
| 2016年 | 第23届北京大学生电影节         | 最佳影片             | 《塔洛》         | 提名 |        |
| 2016年 | 第23届北京大学生电影节         | 最佳导演             | 《塔洛》         | 提名 |        |
| 2016年 | 第22届法国维苏尔亚洲国际电影节 | 金三轮车奖           | 《塔洛》         | 獲獎 |        |
| 2016年 | 第22届法国维苏尔亚洲国际电影节 | 巴黎东方语言奖       | 《塔洛》         | 獲獎 |        |
| 2016年 | 第16届东京新作家主义影展       | 最佳影片奖           | 《塔洛》         | 獲獎 |        |
| 2016年 | 第16届东京新作家主义影展       | 学生评审团奖         | 《塔洛》         | 獲獎 |        |
| 2016年 | 第12届中国独立影像展最高奖     | 年度最佳影片         | 《塔洛》         | 獲獎 |        |
| 2016年 | 2017电影之夜                   | 推荐影片             | 《塔洛》         | 提名 |        |
| 2016年 | 2017电影之夜                   | 推荐导演             | 《塔洛》         | 提名 |        |
| 2016年 | 2017电影之夜                   | 推荐编剧             | 《塔洛》         | 提名 |        |
| 2017年 | 第31届中国电影金鸡奖           | 最佳中小成本故事片   | 《塔洛》         | 獲獎 |        |
| 2018年 | 第75屆威尼斯影展               | 地平線單元最佳劇本   | 《撞死了一只羊》 | 獲獎 | [ 9 ]  |
| 2018年 | 第55屆金馬獎                   | 最佳導演             | 《撞死了一只羊》 | 提名 |        |
| 2018年 | 第55屆金馬獎                   | 最佳改编剧本         | 《撞死了一只羊》 | 提名 |        |
| 2018年 | 第3届荔枝国际电影节            | 故事片单元最佳影片   | 《撞死了一只羊》 | 獲獎 |        |
| 2019年 | 第76屆威尼斯影展               | 地平線獎             | 《气球》         | 提名 |        |
| 2019年 | 第44届多伦多电影节             | 当代世界电影单元     | 《气球》         | 提名 |        |
| 2019年 | 第24届釜山国际电影节           | 亚洲之窗单元         | 《气球》         | 提名 |        |
| 2019年 | 第20届东京新作家主义影展       | 竞赛单元             | 《气球》         | 獲獎 |        |
| 2019年 | 亚太电影节                     | 最佳影片             | 《气球》         | 提名 |        |
| 2019年 | 第55届芝加哥国际电影节         | 最佳编剧             | 《气球》         | 獲獎 |        |
| 2019年 | 第2届海南岛国际电影节          | 金椰奖最佳影片       | 《气球》         | 獲獎 | [ 10 ] |
| 2023年 | 第36屆東京國際電影節           | 東京大獎             | 《雪豹》         | 獲獎 |        |
| 2024年 | 第17屆亞洲電影大獎             | 最佳電影             | 《雪豹》         | 提名 |        |
| 2024年 | 第17屆亞洲電影大獎             | 最佳編劇             | 《雪豹》         | 獲獎 |        |